# 赫爾克里士山
77°29′S 161°26′E / 77.483°S 161.433°E
赫爾克里士山（Mount Hercules），是南極洲的山峰，位於維多利亞地，處於埃俄羅斯山和詹森山之間，由威靈頓維多利亞大學命名，現時由南極條約體系管理。